# Spaniens Davis Cup-lag
Spaniens Davis Cup-lag styrs av kungliga spanska tennisförbundet och representerar Spanien i tennisturneringen Davis Cup, tidigare International Lawn Tennis Challenge. Spanien debuterade i sammanhanget 1921. De har vunnit turneringen åren 2000, 2004, 2008, 2009 och 2019, och slutat tvåa 1965, 1967, 2003 och 2012.
Spanien slog Tjeckien i finalen 2009, som för andra gången spelades i Barcelona, med 5-0 och tog därmed sin andra raka titel, och sin fjärde inom loppet av tio år.

### Fotnoter
1. ↑  "Tie Details: Spain defeated Czech Republic 5–0 in Spain" Davis Cup, 6/12/09, läst 6 december 2009
2. ↑  ”"Spain captures fourth Davis Cup title of the decade" Odds & News, 6/12/09, läst 6 december 2009”. Arkiverad från originalet den 6 februari 2010. https://web.archive.org/web/20100206004115/http://oddsandnews.com/tennis/atp/news/2009-12-05/spain-captures-fourth-davis-cup-title-of-the-decade-81182. Läst 14 juli 2011.